# Pechina
Pechina là một đô thị thuộc tỉnh Almería, ở cộng đồng tự trị Andalusia, Tây Ban Nha. Đô thị này có diện tích 46 km², dân số năm 2005 là 3307 người.

## Biến động dân số
| 1999  | 2000  | 2001  | 2002  | 2003  | 2004  | 2005  |
| ----- | ----- | ----- | ----- | ----- | ----- | ----- |
| 2,689 | 2,763 | 2,836 | 2,910 | 3,024 | 3,114 | 3,307 |

Nguồn: INE (Tây Ban Nha)